# Julian Better
Julian Better, född 15 december 1937 i Butyrkafängelset i Moskva, är en polsk-svensk lärare och författare. Better är känd för sin memoarbok  Jag var barn i Gulag om uppväxten i Sovjetunionens Gulagläger.

## Biografi
Julian Betters föräldrar var polsk-judiska kommunister som på 1930-talet flyttade till Sovjet.  De arresterades av NKVD 1937 under Stalins utrensningar. Fadern avrättades och modern fördes till Butyrkafängelset där Julian föddes. Modern, Henrietta Better, och Julian deporterades till ett läger i delrepubliken Komi vid Uralbergen. Efter drygt ett år skildes Julian från sin mor då han fördes till ett av gulaglägrens barnhem.
Julians mor blev frigiven i januari 1945, efter sju år i läger, och lyckades få tillstånd att lämna Sovjetunionen tillsammans med sin son. De återvände till Polen. 
Julian Better och hans fru emigrerade till Sverige i slutet av 1960-talet då antisemitiska strömningar var starka i Polen. 1970 kom även hans mor Henrietta till Sverige. Julian fick senare en forskartjänst vid KTH och arbetade som lärare i matematik, kemi och fysik.
- Jag var barn i Gulag , Stockholm: Bonnier, 2013. ISBN 9789100130022

Julian Better har skrivit boken på polska, den är översatt till svenska av David Szybek.